# 贝尔瓦勒 (孚日省)
贝尔瓦勒（法語：Belval，法語發音：[bɛlval] ⓘ）是法国大東部大區孚日省的一个市镇，属于孚日圣迪耶区。

## 地理
贝尔瓦勒（48°24'33"N, 7°3'7"E）面积6.84 平方千米，位于法国大東部大區孚日省，该省份为法国东北部内陆省份，北起默兹省和默尔特-摩泽尔省，西接上马恩省，南至上索恩省和贝尔福地区省，东临上莱茵省和下莱茵省。
与贝尔瓦勒接壤的市镇（或旧市镇、城区）包括：勒皮、勒索尔西、勒韦尔蒙、普莱讷、索叙尔。

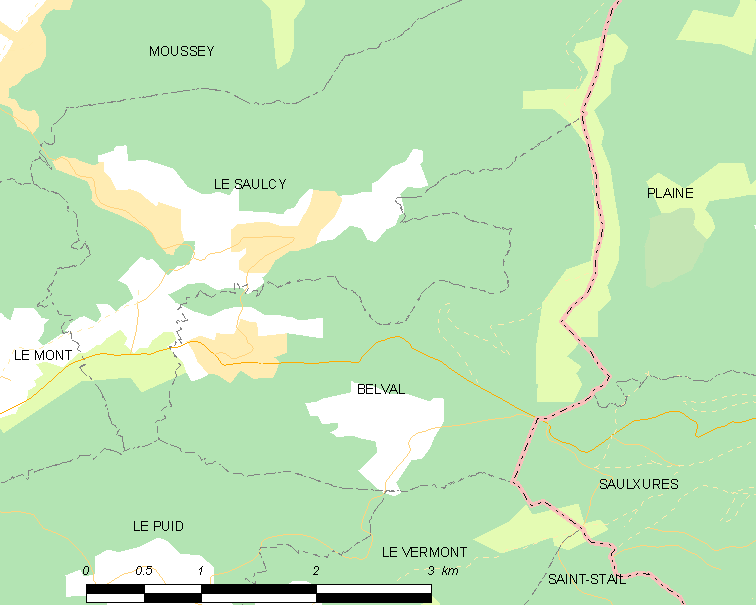
的OSM定位图

贝尔瓦勒的时区为UTC+01:00、UTC+02:00（夏令时）。

## 行政
贝尔瓦勒的邮政编码为88210，INSEE市镇编码为88053。

## 政治
贝尔瓦勒所属的省级选区为拉翁莱塔普县。

## 人口

1962-2008年间人口变化图示

贝尔瓦勒于2022年1月1日时的人口数量为153人。